# Stenellipsis fuscolateripennis
Stenellipsis fuscolateripennis là một loài bọ cánh cứng trong họ Cerambycidae.